# Fête de la Blague (Portugal)
 (janvier 2025).
La mise en forme du texte ne suit pas les recommandations de Wikipédia : il faut le « wikifier ».
Les points d'amélioration suivants sont les cas les plus fréquents. Le détail des points à revoir est peut-être précisé sur la page de discussion.
- Les titres sont pré-formatés par le logiciel. Ils ne sont ni en capitales, ni en gras.
- Le texte ne doit pas être écrit en capitales (les noms de famille non plus), ni en gras, ni en italique, ni en « petit »…
- Le gras n'est utilisé que pour surligner le titre de l'article dans l'introduction, une seule fois.
- L'italique est rarement utilisé : mots en langue étrangère, titres d'œuvres, noms de bateaux, etc.
- Les citations ne sont pas en italique mais en corps de texte normal. Elles sont entourées par des guillemets français : « et ».
- Les listes à puces sont à éviter, des paragraphes rédigés étant largement préférés. Les tableaux sont à réserver à la présentation de données structurées (résultats, etc.).
- Les appels de note de bas de page (petits chiffres en exposant, introduits par l'outil «  Source ») sont à placer entre la fin de phrase et le point final[comme ça].
- Les liens internes (vers d'autres articles de Wikipédia) sont à choisir avec parcimonie. Créez des liens vers des articles approfondissant le sujet. Les termes génériques sans rapport avec le sujet sont à éviter, ainsi que les répétitions de liens vers un même terme.
- Les liens externes sont à placer uniquement dans une section « Liens externes », à la fin de l'article. Ces liens sont à choisir avec parcimonie suivant les règles définies. Si un lien sert de source à l'article, son insertion dans le texte est à faire par les notes de bas de page.
- La présentation des références doit suivre les conventions bibliographiques. Il est recommandé d'utiliser les modèles {{Ouvrage}}, {{Chapitre}}, {{Article}}, {{Lien web}} et/ou {{Bibliographie}}. Le mode d'édition visuel peut mettre en forme automatiquement les références.
- Insérer une infobox (cadre d'informations à droite) n'est pas obligatoire pour parachever la mise en page.

Pour une aide détaillée, merci de consulter Aide:Wikification.
Si vous pensez que ces points ont été résolus, vous pouvez retirer ce bandeau et améliorer la mise en forme d'un autre article.
La Fête de la Blague (Festa da Partida ou Dia da Brincadeira) est une célébration annuelle au Portugal, se tenant le 16 décembre. Cette fête insolite est marquée par l’organisation de blagues réalistes, souvent considérées comme exagérément cruelles ou choquantes, dans le but de provoquer une forte réaction émotionnelle chez la victime avant de révéler la supercherie. Bien que controversée, la fête est profondément ancrée dans certaines traditions locales et constitue un moment attendu dans la culture populaire portugaise.

## Origine historique
L’origine de la Fête de la Blague remonte au XVIIᵉ siècle, sous le règne de Jean IV de Portugal. En 1640, alors que le pays venait de retrouver son indépendance face à l’Espagne, une série d’événements loufoques et mal interprétés auraient marqué l’hiver. Une légende raconte qu’un jeune noble de Lisbonne, Diogo de Almeida, aurait inventé une fausse attaque espagnole sur un petit village de l’Alentejo pour se moquer de ses voisins superstitieux.
Sa blague, rapportée comme un fait sérieux par un crieur public, provoqua une panique générale. Lorsqu’il révéla la vérité, l’épisode fut reçu avec une telle exaspération que la cour le condamna à distribuer des vivres et du vin aux villageois en guise de réparation. Cependant, certains membres de la noblesse trouvèrent l’idée hilarante et commencèrent à organiser leurs propres canulars, donnant naissance à une tradition dans les cercles aristocratiques, qui se diffusa ensuite parmi le peuple.
Au fil des siècles, la pratique se structura en un événement annuel, choisi peu avant les célébrations de Noël, période propice à l’humour et à la convivialité. La date du 16 décembre aurait été choisie pour marquer symboliquement une « pause » entre la fin de l’Avent et l’approche des festivités religieuses.

## Rituels et pratiques modernes

### Blagues
La Fête de la Blague est centrée sur la réalisation de farces réalistes. Les participants rivalisent de créativité pour imaginer des situations plausibles mais perturbantes, souvent inspirées de drames ou de malentendus courants. Parmi les exemples les plus fréquents :
- Annoncer un faux accident (comme un incendie de maison, une panne catastrophique ou une rupture amoureuse).
- Faire croire à une promotion professionnelle ou un héritage fictif, suivi d’une chute brutale.
- Mettre en scène des situations absurdes mais crédibles, comme une fausse intervention policière ou un document officiel bidon.

La règle implicite est de révéler la vérité rapidement pour éviter des conséquences graves, bien que des débordements aient parfois lieu. Il ne faut pas que cela impacte réellement sur les personnes concernées.

### Réactions et symbolisme
Les victimes, une fois la blague dévoilée, sont souvent conviées à un repas ou à un toast en guise de réconciliation. Le but, selon les défenseurs de la tradition, est de renforcer les liens sociaux en provoquant à la fois tension et soulagement. Cependant, les critiques soulignent que les farces peuvent être source de conflits durables, particulièrement si elles touchent des sujets sensibles. Il est parfois fréquent que les "blagueurs" se retrouvent en mauvaise posture.

## Controverses et critiques
La Fête de la Blague est régulièrement remise en question pour son caractère potentiellement nuisible. En 2003, un sondage révélait que 42 % des Portugais considéraient cette tradition comme « dépassée » et « nuisible aux relations sociales », bien qu’elle reste majoritairement appréciée par les jeunes générations. Il est vrai notamment, que ces dernières années, avec l'augmentation de la fréquentation de la jeune population des réseaux sociaux que cette tradition remonte en popularité et se redémocratise. Il serait ainsi intéressant qu'un sondage paraisse pour montrer l'évolution de la tradition actuellement.
Des incidents notables ont contribué à alimenter le débat. En 2016, une fausse alerte de vol dans une école à Coimbra provoqua l’intervention des forces de l’ordre, causant un véritable chaos. Les autorités locales rappellent régulièrement l’importance de ne pas enfreindre la loi ou de mettre des personnes en danger lors des farces. Il est recommandé par ailleurs, de ne faire que des farces à son entourage afin d'éviter des situations perplexe pouvant provoquer un fort impact.

## La Fête dans la culture populaire
Au-delà des farces, la Fête de la Blague inspire également les médias et les arts. Chaque année, des émissions de télévision consacrent des segments humoristiques à l’événement, et les réseaux sociaux deviennent le théâtre de canulars viraux. Les écrivains et dramaturges portugais, tels que Almeida Garrett, ont ponctuellement intégré cette tradition dans leurs œuvres, soulignant son ambivalence entre humour et cruauté.

## Comparaisons internationales
La Fête de la Blague est parfois comparée au Poisson d’Avril ou au Dia de los Santos Inocentes en Espagne. Cependant, son accent sur des farces réalistes et souvent déstabilisantes la distingue de ces célébrations plus légères. En effet, un poisson d'avril est une blague de moins grande ampleur, n'ayant pas un impact émotionnel fort, contrairement à la fête de la blague portugaise.